# Christoph Flügge

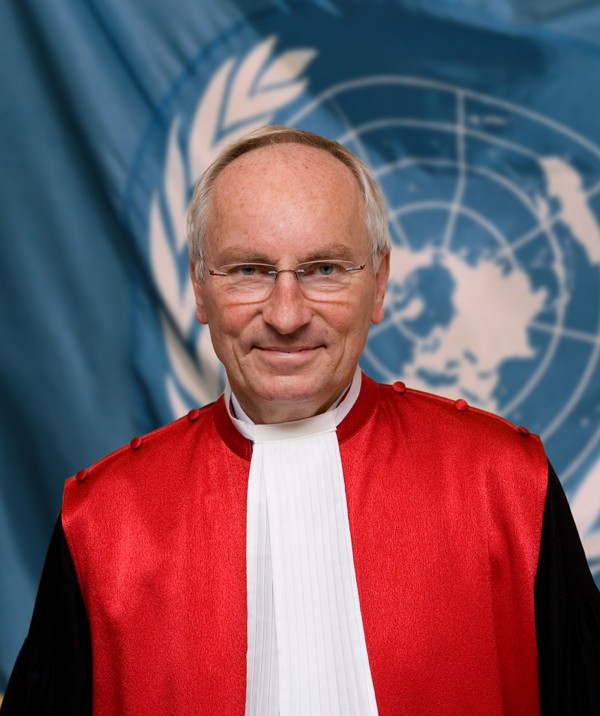
Christoph Flügge, 2014

Christoph Flügge (* 14. Juli 1947) ist ein deutscher Jurist. Von Juni 2001 bis Februar 2007 war er Staatssekretär der Senatsverwaltung für Justiz in Berlin. Vom 18. November 2008 bis November 2017 war er permanenter Richter am Internationalen Strafgerichtshof für das ehemalige Jugoslawien in Den Haag. Im Dezember 2011 wurde er außerdem zum Richter des Internationalen Residualmechanismus für die Ad-hoc-Strafgerichtshöfe gewählt. Dieses Amt hat er im Januar 2019 niedergelegt.

## Leben
Christoph Flügge studierte in den Jahren 1967 bis 1973 Rechtswissenschaften an der Freien Universität Berlin und der Rheinischen Friedrich-Wilhelms-Universität Bonn. Das erste juristische Staatsexamen legte er im Jahr 1973 ab, das zweite 1976. Parallel zu seinem Studium arbeitete er von 1969 bis 1971 für einen sozialdemokratischen Bundestagsabgeordneten. In den Jahren 1973 bis 1976 war er Rechtsreferendar in Berlin.
Im Jahr 1976 wurde Flügge Persönlicher Referent des Innensenators Kurt Neubauer. Bevor Neubauer im April 1977 vom Senatorenamt zurücktrat, wechselte er im Januar 1977 zur Berliner Staatsanwaltschaft. Ab 1978 arbeitete er in der Berliner Senatsjustizverwaltung, wurde dort Referatsleiter in der Abteilung Justizvollzug. 1983 wurde er Strafrichter, zunächst an einer großen Strafkammer des Landgerichts Berlin, dann als Vorsitzender eines Schöffengerichts am Amtsgericht Tiergarten Berlin. Im April 1989 wurde er von Justizsenatorin Jutta Limbach (SPD) zum Leiter der Abteilung Strafvollzug in der Senatsjustizverwaltung ernannt. In dieser Funktion war er nach 1990 für die Übernahme der Gefängnisse im Ostteil Berlins und für die Herstellung der Einheit im Berliner Vollzug verantwortlich 2001 berief ihn Justizsenator Wolfgang Wieland (Grüne) zum Staatssekretär der Senatsjustizverwaltung. Wieland schätzte ihn als „feste Größe für eine liberale, aber realistische Justizpolitik“. Im Februar 2007 wurde er von Justizsenatorin Gisela von der Aue (SPD) wegen politischer Differenzen wegen angeblich in der Justizvollzugsanstalt Moabit unterschlagener Arzneimittel aus dem Amt entlassen.
Auf Vorschlag des Bundesjustizministeriums ernannte der Generalsekretär der Vereinten Nationen, Ban Ki-Moon, Flügge im Jahr 2008 zum permanenten Richter am Internationalen Strafgerichtshof für das ehemalige Jugoslawien in Den Haag. Er trat dort die Nachfolge Wolfgang Schomburgs an, der wegen der psychischen Belastung in der Folge der Zeugenaussagen sich außerstande sah, sein Amt weiterzuführen. Im Dezember 2011 erfolgte außerdem seine Wahl zum Richter des Internationalen Residualmechanismus für die Ad-hoc-Strafgerichtshöfe, der ab Juli 2012 als Nachfolgeeinrichtung der Ad-hoc-Strafgerichtshöfe für das ehemalige Jugoslawien und für Ruanda fungiert.
Im Strafprozess gegen den früheren Polizeichef und stellvertretenden Innenminister Serbiens, Vlastimir Đorđević, war Flügge Mitglied der Strafkammer, die ihn zu einer langjährigen Freiheitsstrafe verurteilte. Ab Dezember 2009 war er Vorsitzender der Strafkammer im Verfahren gegen den bosnisch-serbischen General Zdravko Tolimir, der am 12. Dezember 2012 u. a. wegen Völkermordes in Srebrenica zu einer lebenslangen Freiheitsstrafe verurteilt wurde. Am 27. Mai 2011 wurde er zum Mitglied der Strafkammer bestimmt, die für den Prozess gegen den serbischen Ex-General Ratko Mladić zuständig war. Mit ihm gemeinsam fühtren der Niederländer Alphonsus Orie als Vorsitzender und der Südafrikaner Bakone Justice Moloto das Verfahren. Ratko Mladić wurde am 21. November 2017 wegen Völkermordes in Srebrenica und anderer Delikte zu einer lebenslangen Freiheitsstrafe verurteilt.
Mit einem Interview im Magazin „Der Spiegel“ löste Flügge eine Kontroverse über den Begriff des „Völkermordes“ aus. Vertreter der Opfer des Massakers von Srebrenica forderten daraufhin seine Abberufung aus der Kammer, da er sich in diesem Interview gegen die Wertung als Völkermord ausgesprochen habe.
Im Januar 2019 trat Flügge aus persönlichen Gründen von seiner Position am Strafgerichtshof zurück. Zugleich äußerte er aber scharfe Kritik an der türkischen und US-amerikanischen Regierung, die mit tatsächlichem bzw. angedrohtem rechtlichen Vorgehen gegen unliebsame Richter deutlich machten, dass ihre Regierungen über internationalem Recht stünden.
Neben seiner hauptamtlichen Tätigkeit war Flügge vielfach als Experte des Europarates und der Deutschen Stiftung für Internationale Rechtliche Zusammenarbeit (IRZ) für justizielle Reformprozesse in Ländern Osteuropas tätig, so in der Ukraine und in der Russischen Föderation.
Flügge ist verheiratet.

## Schriften
- DDR-Strafvollzug. Recht statt Drill. In: Neue Kriminalpolitik, 1990
- Alter Geist – neue Probleme. Strafvollzug nach der Wiedervereinigung. In: Neue Kriminalpolitik, 1991
- als Mitverfasser: Assessment of the Ukrainian Prison System. Report on Council of Europe expert missions to Ukraine in June and August 1996 (Lakes/Flügge/Philip/Nestorovic-Report), Council of Europe, Strasbourg 1997 (= Joint Programme between the Commission of the European Communities and the Council of Europe for legal system reform, local government reform and the transformation of the law enforcement system in Ukraine, project UKR V.B. 4 [97] 1)
- … und sie bewegt sich doch. Debatte um die Todesstrafe in der Ukraine. In: ai-Journal, 6/1997
- Berlin zeigt Mut zur Reform. In: Neue Kriminalpolitik, 1/1998
- Dienstleistungsunternehmen Strafvollzug. In: Bruhn, Stauss: Dienstleistungsqualität. 3. Auflage Wiesbaden 1999
- Untersuchungshaftanstalten des MfS. In: Strafvollzug in den neuen Bundesländern. Kriminologische Zentralstelle, Wiesbaden 1999
- Gefängnisse als Aktiengesellschaften?. In: Das Geschäft mit der Sicherheit. Friedrich-Ebert-Stiftung Berlin 2000
- als Mitherausgeber: Das Gefängnis als lernende Organisation. Nomos, Baden-Baden 2001, ISBN 3-7890-7156-0.
- Achtung (für) Menschenwürde. In: Zeitschrift für Jugendkriminalrecht und Jugendhilfe, 4/2010. Und in: Achtung (für) Jugend!. DVJJ e.V., Mönchengladbach 2012
- Internationale und nationale Kontrollmechanismen im Strafvollzug. In: Preusker, Maelicke, Flügge (Hrsg.), Das Gefängnis als Risiko-Unternehmen. Baden-Baden, 2010
- Chancen und Grenzen des Völkerstrafrechts. In: Von der SED-Diktatur zum Rechtsstaat. Berlin, 2012
- Gestern Jugoslawien – heute Syrien? Möglichkeiten und Grenzen internationalen Strafrechts. In: Recht und Politik, 4/2016.